# Агрія
А́грія (грец. Αγριάς) — містечко в Греції, адміністративний центр муніципалітету Агрія ному Магнісія периферії Фессалія. Розташоване на узбережжі Пагасетійської затоки. До муніципалітету Агрія адміністративно відноситься місто Дракія.
Місце народження грецького композитора і аранжувальника електронної музики Вангеліса.

## Персоналії
- Вангеліс (*1943) — грецький композитор і аранжувальник електронної музики, піаніст, віолончеліст, флейтист, гітарист, ударник, автор текстів, продюсер.

| Греція | Це незавершена стаття з географії Греції. Ви можете допомогти проєкту, виправивши або дописавши її. |